# 粉华蜗牛
粉华蜗牛（学名：Cathaica pulveratrix）为巴蜗牛科华蜗牛属的动物。分布于亚洲中部各地区以及中国大陆的河南、陕西、甘肃、新疆等地，生活环境为陆地，一般栖息于山区、丘陵缓坡、四季牧场、果园及农田周围的草丛中或落叶下。